# Vorderthal
Vorderthal est une commune suisse du canton de Schwytz, située dans le district de March.

## Géographie

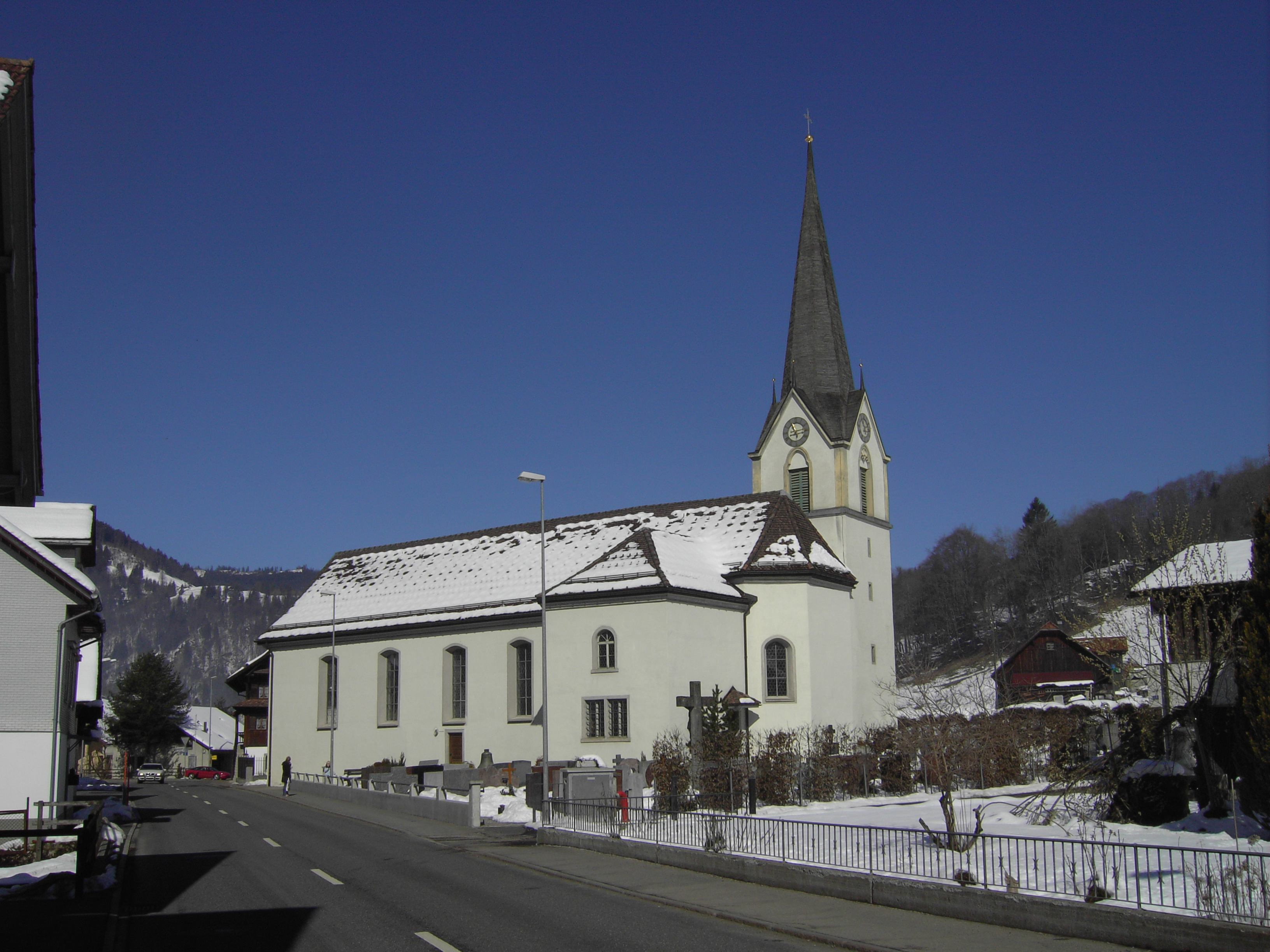
L'église de Vorderthal.

Photo aérienne par Walter Mittelholzer (1935)

Selon l'Office fédéral de la statistique, Vorderthal mesure 27,98 km2.

## Démographie
Selon l'Office fédéral de la statistique, Vorderthal compte 983 habitants fin 2022. Sa densité de population atteint 35 hab./km2.
Le graphique suivant résume l'évolution de la population de Vorderthal entre 1850 et 2008 :